# Права человека в Албании
Текущие проблемы, касающиеся прав человека в Албании, включают домашнее насилие, случаи пыток и жестокость полиции, общее состояние тюрем, торговлю людьми и секс-торговлю, а также нарушения прав ЛГБТ.

## История
Во время Энвера Ходжи (1944—1985) коммунистическая Албания считалась одной из самых репрессивных стран в Восточной Европе, однако с 1992 года под руководством Демократической партии было проведено несколько реформ по либерализации.

## Торговля людьми
Случаи торговли людьми являются одним из нарушений прав человека в Албании. Конец коммунизма привел к росту торговли людьми, большинство жертв из которых — женщины, вынужденные заниматься проституцией.
Албания является страной, чьих людей продают с целью сексуальной эксплуатации (в основном, это женщины и дети). Помимо этого Албания выступает в качестве транзитной страны для торговли людьми. Правительство Албании продемонстрировало определенную приверженность борьбе с торговлей людьми, но подверглось критике за то, что не полностью соблюдает минимальные стандарты по искоренению торговли людьми и не может разработать эффективные меры по защите свидетелей.

## Пытки со стороны властей
С начала 1994 года Amnesty International получала сообщения об инцидентах, в которых сотрудники албанской полиции якобы жестоко обращались с людьми во время ареста или содержания под стражей, а некоторые заключённые даже умерли. Сообщается, что задержанные часто получали травмы (синяки, сломанные зубы, порезы), некоторые из которых требовали госпитализации. Некоторые случаи жестокого обращения были признаны пытками. Многие из этих нарушений были направлены против членов или сторонников Социалистической партии (переименованной коммунистической партии). Среди других жертв — гомосексуалисты, представители греческого меньшинства и бывшие политические заключенные. Судебное преследование сотрудников полиции за пытки или жестокое обращение, по-видимому, встречается редко.
Кроме того, Amnesty International отмечает, что пытки и жестокое обращение с задержанными распространены в Албании даже сегодня.

## Насилие и дискриминация в отношении женщин
Около 60 % женщин в сельской местности страдают от физического или психологического насилия и почти 8 % — от сексуального насилия. Защита населения при этом часто не работает. В 2014 году Албанский Хельсинкский комитет сообщил, что число жертв среди женщин по-прежнему велико.
Комиссар по защите от дискриминации выразил обеспокоенность правами женщин из-за закона о регистрации семей. В результате главы домохозяйств, которые в подавляющем большинстве составляют мужчины, имеют право менять место жительства семьи без разрешения своих партнеров.

## Насилие над детьми
В 2015 году ЮНИСЕФ сообщил, что 77 % детей подвергались той или иной форме домашнего насилия. Сотни детей принуждаются к попрошайничеству или подвергаются другим формам принудительного труда внутри страны и даже за рубежом.

## Боязнь мести
По меньшей мере 70 семей находятся в добровольном заключении из-за боязни мести.

## Нарушения прав человека греческого меньшинства
Права человека в Албании нарушаются правительством, которое, по сообщениям правозащитных организаций, преследует греческое меньшинство с помощью полиции и секретных служб. Дома греческих общин были снесены в результате предполагаемых этнических нападений на греков Северного Эпира из Южной Албании. Также, по данным Amnesty International, имели место случаи жестокого обращения с представителями греческого меньшинства со стороны властей.
Кроме того, этническое греческое меньшинство жаловалось на нежелание правительства признать города этнических греков за пределами «зон меньшинств» коммунистической эпохи, использовать греческий язык в официальных документах и на общественных знаках в районах проживания этнических греков или включить больше этнических греков в государственную администрацию. В 2008 году правительство установило несколько новых дорожных знаков в районе Химара, написанных на албанском и английском языках, но не на греческом. Этнический греческий мэр Химары приказал убрать эти знаки, но правительство обвинило его в уничтожении государственной собственности.
В годовом отчете США за 2012 год упоминается, что появление резких националистических групп, таких как Альянс красных и черных, усилило этническую напряженность в отношениях с группами греческого меньшинства.